# Răzvan Grădinaru
Răzvan Toni Augustin Grădinaru (Zimnicea, 23 agosto 1995) è un calciatore rumeno, centrocampista del Karmiōtissa.

## Carriera

### Club
Nel 2013 esordisce nella prima divisione rumena con la Steaua Bucarest, con cui nella stagione 2014-2015, prima di essere ceduto in prestito all'Oțelul Galați sempre in prima divisione, gioca anche una partita nei turni preliminari di Champions League. Nell'estate del 2015 passa in prestito al Concordia Chiajna, club che nell'estate del 2016 lo acquista poi a titolo definitivo ed in cui milita fino al gennaio del 2020, sempre nella prima divisione rumena tranne che per la prima parte della stagione 2019-2020, trascorsa in seconda divisione.

### Nazionale
Nel 2016 ha giocato una partita nelle qualificazioni agli Europei Under-21.

## Palmarès

### Club

#### Competizioni nazionali
- Campionato rumeno: 1

Steaua Bucarest: 2013-2014